# Jakub Voráček
Jakub Voráček, född 15 augusti 1989, är en tjeckisk professionell ishockeyspelare. 
Han har tidigare spelat på NHL-nivå för Philadelphia Flyers och Columbus Blue Jackets.
Voráček valdes av Columbus Blue Jackets som 7:e spelare totalt i 2007 års NHL-draft, med vilka han också startade sin NHL-karriär.

## Landslagskarriär
Voráček har representerat det tjeckiska ishockeylandslaget vid ett flertal tillfällen, bland annat i VM 2010 i Tyskland, där laget tog guld efter finalvinst mot Ryssland.

## Statistik

### Klubbkarriär
| 2005–06    | HC Kladno             | Czech      | 1   | 0   | 0   | 0   | 0   | —  | — | —  | —  | —  |
| 2006–07    | Halifax Mooseheads    | QMJHL      | 59  | 23  | 63  | 86  | 26  | 12 | 7 | 17 | 24 | 6  |
| 2007–08    | Halifax Mooseheads    | QMJHL      | 53  | 33  | 68  | 101 | 42  | 15 | 5 | 13 | 18 | 14 |
| 2008–09    | Columbus Blue Jackets | NHL        | 80  | 9   | 29  | 38  | 44  | 4  | 0 | 1  | 1  | 8  |
| 2009–10    | Columbus Blue Jackets | NHL        | 81  | 16  | 34  | 50  | 26  | —  | — | —  | —  | —  |
| 2010–11    | Columbus Blue Jackets | NHL        | 80  | 14  | 32  | 46  | 26  | —  | — | —  | —  | —  |
| 2011–12    | Philadelphia Flyers   | NHL        | 78  | 18  | 31  | 49  | 32  | 11 | 2 | 8  | 10 | 8  |
| 2012–13    | HC Lev Praha          | KHL        | 23  | 7   | 13  | 20  | 22  | —  | — | —  | —  | —  |
| 2012–13    | Philadelphia Flyers   | NHL        | 48  | 22  | 24  | 46  | 35  | —  | — | —  | —  | —  |
| 2013–14    | Philadelphia Flyers   | NHL        | 82  | 23  | 39  | 62  | 22  | 7  | 2 | 2  | 4  | 4  |
| 2014–15    | Philadelphia Flyers   | NHL        | 82  | 22  | 59  | 81  | 78  | —  | — | —  | —  | —  |
| 2015–16    | Philadelphia Flyers   | NHL        | 73  | 11  | 44  | 55  | 38  | 6  | 1 | 0  | 1  | 4  |
| 2016–17    | Philadelphia Flyers   | NHL        | 82  | 20  | 41  | 61  | 56  | —  | — | —  | —  | —  |
| 2017–18    | Philadelphia Flyers   | NHL        | 82  | 20  | 65  | 85  | 50  | 6  | 0 | 3  | 3  | 6  |
| 2018–19    | Philadelphia Flyers   | NHL        | 78  | 20  | 46  | 66  | 25  | —  | — | —  | —  | —  |
| NHL totalt | NHL totalt            | NHL totalt | 846 | 195 | 444 | 639 | 432 | 34 | 5 | 14 | 19 | 30 |

### Internationellt
| År            | Lag           | Turnering     | Matcher | Mål | Assist | Poäng | Utv |
| ------------- | ------------- | ------------- | ------- | --- | ------ | ----- | --- |
| 2006          | Tjeckien      | U18-VM        | 7       | 3   | 3      | 6     | 6   |
| 2007          | Tjeckien      | U18-VM        | 4       | 1   | 2      | 3     | 2   |
| 2007          | Tjeckien      | JVM           | 6       | 1   | 2      | 3     | 4   |
| 2008          | Tjeckien      | JVM           | 6       | 0   | 6      | 6     | 4   |
| 2010          | Tjeckien      | VM            | 9       | 0   | 2      | 2     | 6   |
| 2011          | Tjeckien      | VM            | 9       | 1   | 2      | 3     | 2   |
| 2013          | Tjeckien      | VM            | 8       | 1   | 6      | 7     | 2   |
| 2014          | Tjeckien      | OS            | 5       | 1   | 1      | 2     | 2   |
| 2016          | Tjeckien      | WCH           | 3       | 1   | 1      | 2     | 4   |
| Junior totalt | Junior totalt | Junior totalt | 23      | 5   | 13     | 18    | 16  |
| Senior totalt | Senior totalt | Senior totalt | 34      | 4   | 12     | 16    | 16  |